# Oussouye (departamento)
Oussouye é um departamento da região de Ziguinchor, no Senegal.